# Lobizon
Lobizon Piacentini & Grismado, 2009 è un genere di ragni appartenente alla famiglia Lycosidae.

## Distribuzione
Le 5 specie note di questo genere sono state reperite in Argentina.

## Tassonomia
Le caratteristiche di questo genere sono state descritte dall'analisi degli esemplari tipo Pardosella corondaensis (Mello-Leitão, 1941), effettuate dagli aracnologi Piacentini e Grismado nel 2009.
Non sono stati esaminati esemplari di questo genere dal 2009.
Attualmente, a luglio 2017, si compone di 5 specie:
1. Lobizon corondaensis (Mello-Leitão, 1941)[2] — Argentina
2. Lobizon humilis (Mello-Leitão, 1944) — Argentina
3. Lobizon minor (Mello-Leitão, 1941) — Argentina
4. Lobizon ojangureni Piacentini & Grismado, 2009 — Argentina
5. Lobizon otamendi Piacentini & Grismado, 2009 — Argentina

### Sinonimi
- Lobizon anomalus (Mello-Leitão, 1945); trasferita dal genere Trochosippa e posta in sinonimia con L. corondaensis (Mello-Leitão, 1941) a seguito di un lavoro degli aracnologi Piacentini e Grismado del 2009[1].
- Lobizon unguiculatus (Mello-Leitão, 1944); trasferita dal genere Alopecosa e posta in sinonimia con L. humilis (Mello-Leitão, 1944) a seguito di un lavoro degli aracnologi Piacentini e Grismado del 2009[1].